# Trelissick Garden

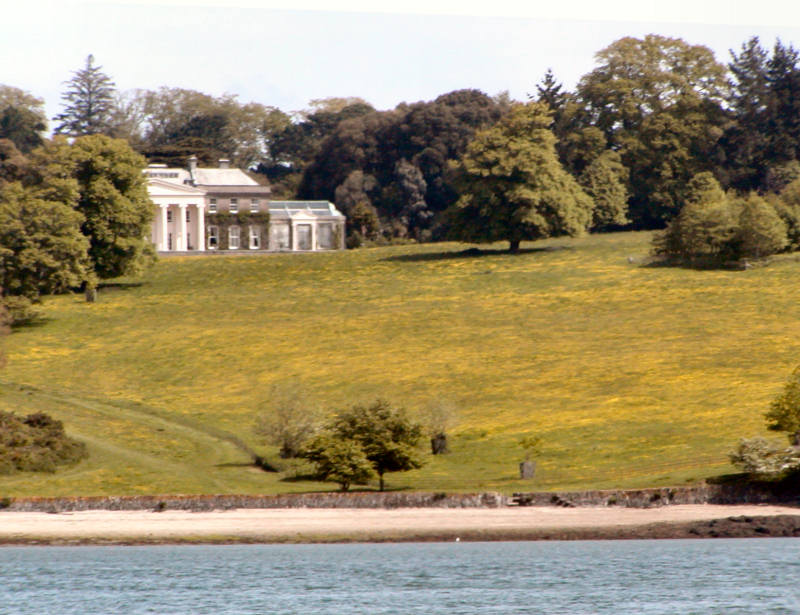
Trelissick, Herrenhaus

Trelissick Garden ist ein Garten in Cornwall mit subtropischem und fernöstlichem Bewuchs. Der Garten liegt in Feock, einem Ortsteil von Truro, ca. 4 Meilen nördlich der Stadt Falmouth oberhalb des Fal River und der Carrick Roads. Seine Fläche beträgt ca. 10 Hektar. Der kornische Name Trelissicks bedeutet  Haus des Klanführers.

## Der Garten
Im Gegensatz zu den einige Meilen südwestlich liegenden Gärten Trebah und Glendurgan ist Trelissick kein Schluchtgarten, sondern hat den Charakter eines Landschaftsparks. Der Garten besteht aus zwei Teilen, die von einer schmalen Straße durchschnitten werden, die zur Autofähre über den Fal führt. Verbunden werden die beiden Gartenteile durch eine kleine Holzbrücke. Dank des durch den Golfstrom milden kornischen Klimas ist es möglich, in Trelissick neben heimischen Arten eine große Anzahl subtropischer und fernöstlicher Gewächse ganzjährig im Freiland zu kultivieren. So finden sich in Trelissick u. a. Yuccas, Taschentuchbäume und Baumfarn und – für das südliche Cornwall selbstverständlich – Rhododendron. Im späten Frühjahr und Frühsommer leuchtet Trelissick in allen Farben der Rhododendrenblüten. Ein besonderes Schmuckstück ist die chinesische Zeder auf der zentralen Rasenfläche des Gartens. Der „Parsley Garden“, der alte Haus- und Kräutergarten am Eingang des Anwesens, wird ebenfalls noch bewirtschaftet und kann besichtigt werden.

## Ansichten aus Trelissick

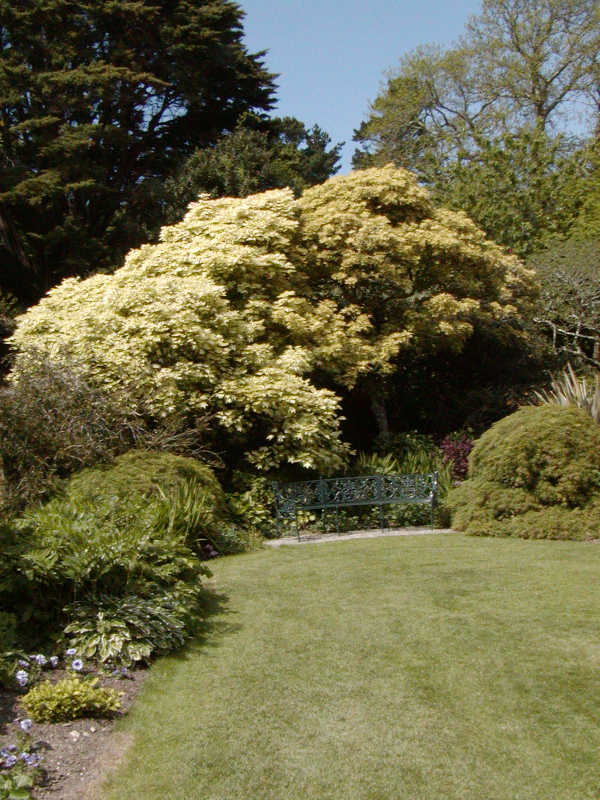
Ansicht von Trelissick
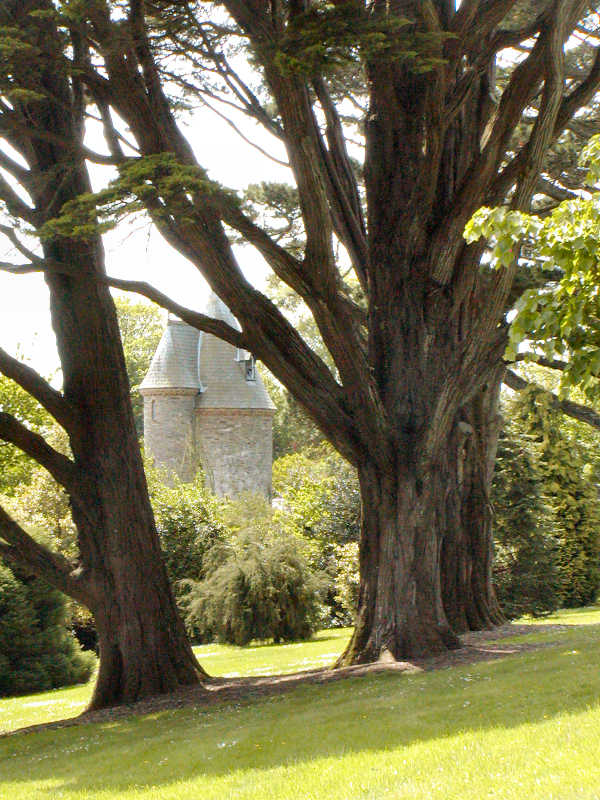
Ansicht von Trelissick
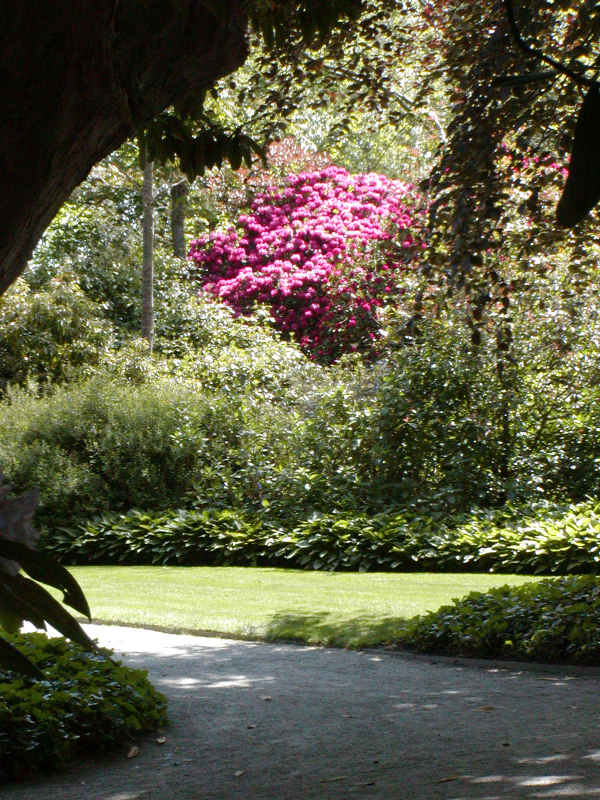
Ansicht von Trelissick
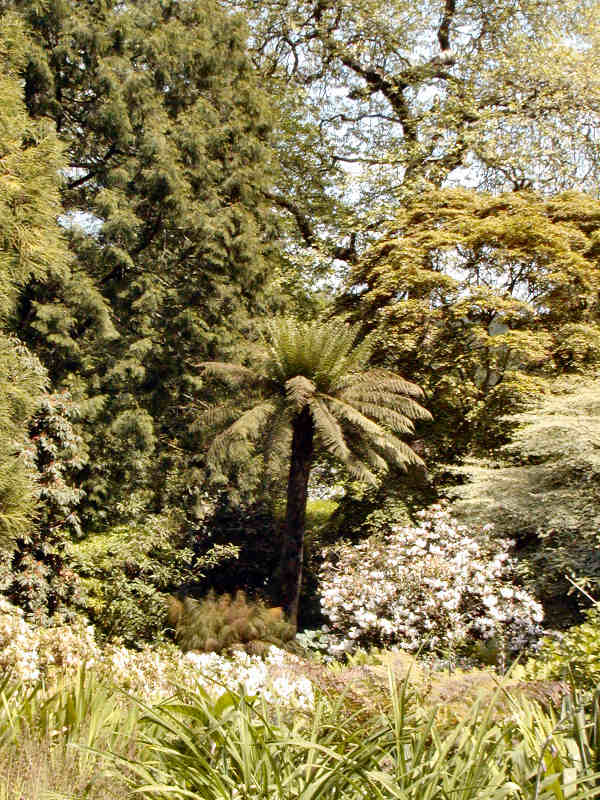
Ansicht von Trelissick
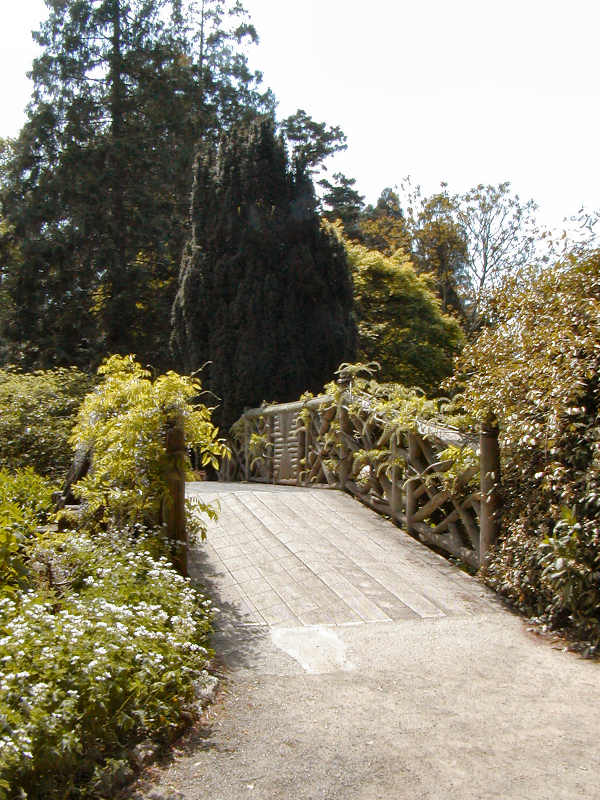
Brücke zwischen den beiden Gartenteilen
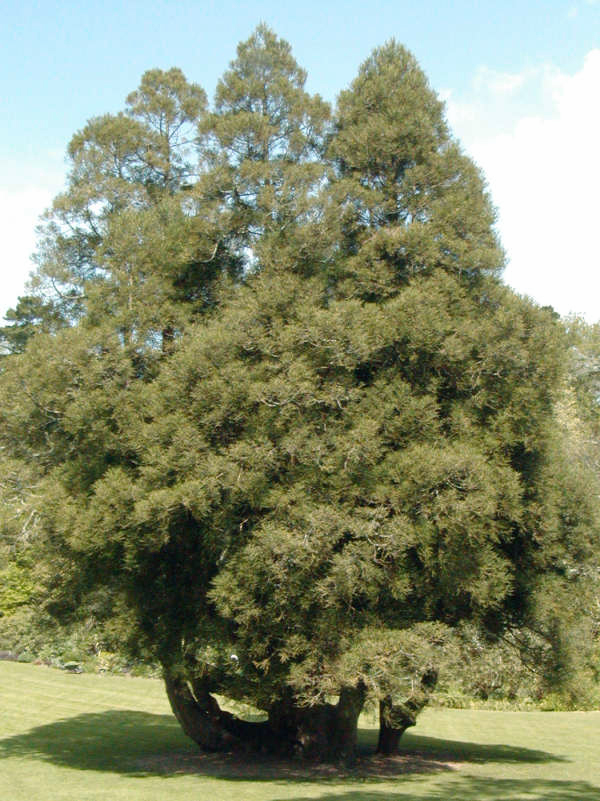
Japanische Zeder (Cryptomeria japonica)
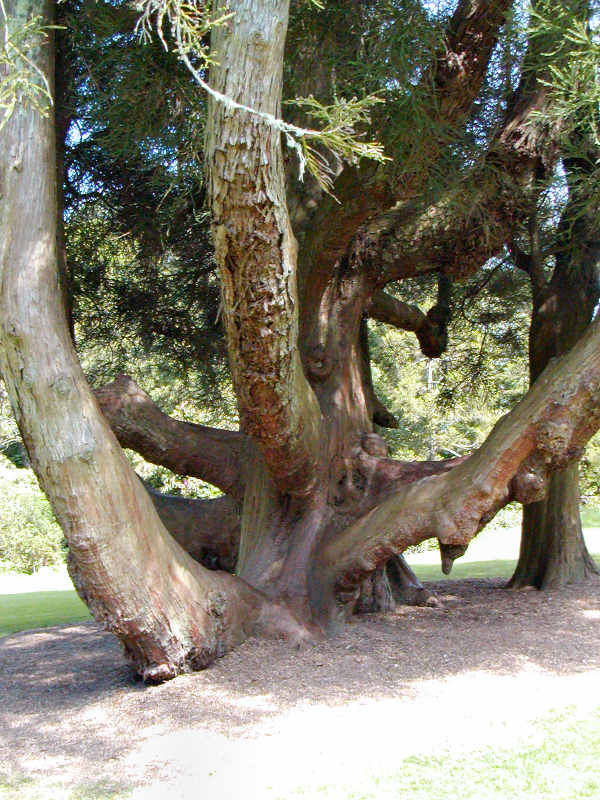
Japanische Zeder
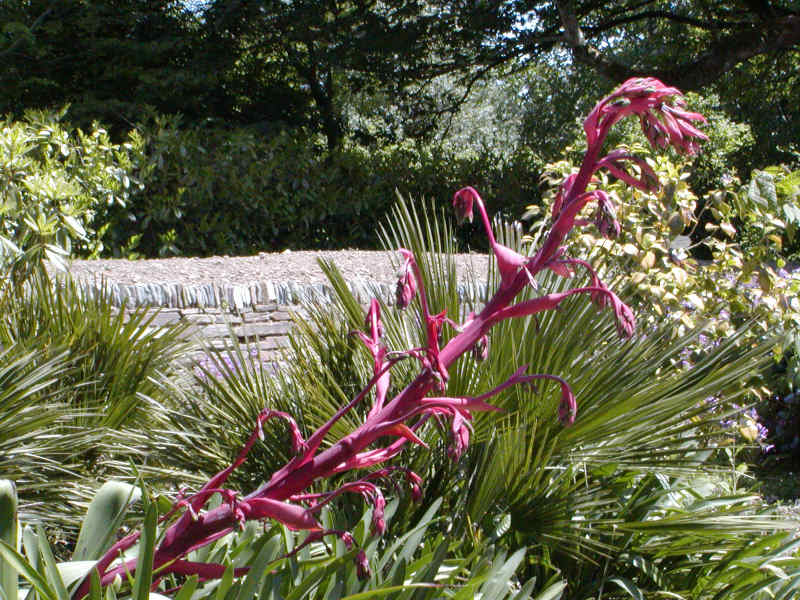
Yucca-Blüte

## Geschichte
Die englische Porzellanfabrikantin Ida Copeland erbte Trelissick 1937. Zwischen 1937 und 1955 ließ sie den ursprünglichen Landschaftspark umgestalten, so dass der Garten einen mehr subtropischen und fernöstlichen Charakter erhielt. Im Jahr 1955 übertrugen die Copelands Trelissick dem National Trust, der es der Öffentlichkeit zugänglich machte und in den folgenden Jahren die Bepflanzung erweiterte und veränderte. Dabei wurde auch Wert auf eine Bepflanzung mit spät blühenden Rhododendren und Hortensien gelegt, um die Blütezeit zu verlängern. 2019 wurde Trelissick Garden von rund 228.000 Personen besucht. 2024 betrug die Besucherzahl etwa 183.000 Personen.

## Wissenswertes
Trelissick beherbergt die nationale Britische Sammlung von Photinien und Azaras. Ebenfalls befindet sich hier die Porzellansammlung der Familie Copeland („Copeland China Collection“), die besichtigt werden kann.